# Trappola d'amore
Pour plus de détails, voir Fiche technique et Distribution.
Trappola d'amore est une comédie policière italienne réalisée par Raffaello Matarazzo et sortie en 1940.
Le scénario est adapté de la pièce Dicky écrite en 1923 par Paul Armont, Marcel Gerbidon et Jean Manoussi. Initialement, le titre du film devait être celui de la pièce originale, Dicky, et il fut ensuite présenté comme Le prodezze di Dicky (litt. « Les exploits de Dicky »). Finalement, on opta plutôt, pour obéir à l'« empreinte italienne » caractéristique de l'époque, pour Trappola d'amore (litt. « Piège d'amour »), qui avait déjà été le titre italien d'un film de 1929 réalisé par William Wyler, Le Piège d'amour.

## Synopsis
Un noble célèbre pour sa collection d'objets indiens et amateur de littérature policière reçoit des avertissements mystérieux et anonymes le menaçant du vol d'une précieuse statuette de la collection.
En réalité, ces messages ont été envoyés par la secrétaire, dont l'intention n'est cependant que de présenter son fiancé comme un détective compétent au noble, afin qu'il soit chargé d'une mission de surveillance. Cela permettrait aux deux fiancés de passer l'été ensemble. La manœuvre réussit et le seigneur engage le futur détective.
Mais lorsque le vol d'un précieux collier de perles a lieu, le détective improvisé se retrouve désemparé, ne sachant que faire pour découvrir le coupable. C'est encore une fois la jeune femme qui résoudra le mystère et démasquera le voleur, tout en veillant à ce que la découverte soit faite par son fiancé, qui pourra ainsi s'en attribuer le mérite.

## Fiche technique
- Titre original italien : Trappola d'amore[2]
- Réalisation : Raffaello Matarazzo
- Scénario : Alessandro De Stefani, Raffaello Matarazzo, d'après la pièce de Paul Armont, Marcel Gerbidon, Jean Manoussi
- Photographie : Carlo Montuori
- Montage : Vincenzo Zampi
- Musique : Umberto Mancini (it)
- Décors : Vittorio Nino Novarese
- Société de production : Oceano film
- Pays de production :  Royaume d'Italie
- Langue originale : italien
- Format : Noir et blanc - Son mono
- Durée : 80 minutes
- Genre : Comédie policière
- Dates de sortie :
  - Royaume d'Italie : avril 1940 (visa délivré le 31 août 1939[2])

## Distribution
|               |  |                |
| Loretta Vinci |  | Carla Candiani |

- Giuseppe Porelli : le seigneur Dicky, noble collectionneur
- Carla Candiani : secrétaire du seigneur Dicky
- Paolo Stoppa : son fiancé
- Claudio Gora
- Loretta Vinci
- Osvaldo Valenti
- Lia Orlandini
- Liliana Vismara
- Enzo Gainotti
- Claudio Ermelli